# Кайл (рэпер)
Ка́йл То́мас Ха́рви (англ. Kyle Thomas Harvey, род. 18 мая 1993, Лос-Анджелес, США), более известный как Кайл (раннее SuperDuperKyle и K.i.D) — американский рэпер и актёр. Начав как независимый исполнитель, Кайл выпустил в 2016 году сингл «iSpy», записанный при участии Lil Yachty. 
Попав на первые места в Billboard Hot 100, композиция стала его первым успехом и позволила подписать контракт с лейблом Atlantic. Спустя два года Кайл выпустил свой первый полноформатный альбом Light of Mine, который был удостоен платиновой сертификации в США. Последующий в 2020 году второй альбом See You When I Am Famous показал гораздо более скромный результат, заняв лишь 124-ю строчку Billboard 200.

## Биография
Кайл Харви родился в районе Резеда в Лос-Анджелесе. Он жил с матерью, братом и сестрой. Кайл вырос в часе езды от Вентуры, штат Калифорния. В юности у него было нарушение речи и над ним издевались из-за этого. Кайл учился в старшей школе Вентура и регулярно посещал уроки драмы, что в значительной степени способствовало его уверенности в себе.
Он начал петь в возрасте 6 лет, а в начальной школе писал и исполнял собственные песни. Харви стал читать рэп, когда ему было около 13 лет. На запись треков его вдохновил альбом Man on the Moon: The End of Day Кида Кади.  Первые песни Харви были записаны на записывающем программном обеспечении PreSonus Studio One, которое находилось на компьютере его тёти.

## Музыкальная карьера

### 2009–2012: Ранние микстейпы
Кайл начал выпускать микстейпы, такие как: «Senior Year», «Second Semester», «FxL», «Super Duper» и «KiD» под псевдонимом KiddKash и Дитя с 2009 по 2012 года. 

### 2013–2015: Красивый неудачник и Смайл
В 2013 году он выпустил свой дебютный коммерческий микстейп Beautiful Loser. 
В мае 2014 года он был показан в видеоклипе G-Eazy на песню «I Mean It» в качестве технического директора вымышленного набора новостей. 
В октябре 2015 года он выпустил свой следующий коммерческий микстейп Smyle. Альбом достиг своего пика в Billboard 200 под номером 76. В альбоме участвовал Chance the Rapper в качестве гостя на треке «Remember Me?» и набрал более 2 миллионов просмотров на YouTube.
Первым музыкальным видео Кайла, набравшим миллион просмотров, было « Keep it Real» , снятое позже в том же году.

### 2016 – настоящее время: «Прорыв», «Мой свет» и «Увидимся, когда я стану знаменитым»
В декабре 2016 года он выпустил сингл «iSpy» с участием Lil Yachty. Песня получила широкое признание Кайла.
Песня заняла 4-е место в Billboard Hot 100 США и 14-е место в Canadian Hot 100. В феврале 2017 года Кайл подписал контракт с Atlantic Records.
В июне 2017 года Кайл был назван одним из десяти первокурсников XXL 2017 года вместе с A Boogie wit da Hoodie, PnB Rock, Playboi Carti, Ugly God, Aminé, MadeinTYO, Kamaiyah, Kap G и XXXTentacion.
В марте 2018 года, одновременно с выпуском своего сингла «Playinwitme» с участием Келани, Кайл объявил, что Халид будет представлен в треке под названием «iMissMe». Дебютный студийный альбом Кайла Light of Mine был выпущен 18 мая 2018 года. Альбом дебютировал под номером 29 в Billboard 200. Он появился в качестве главного героя в оригинальном фильме Netflix «После вечеринки», который дебютировал 24 августа 2018 года. 
Его второй альбом See You When I Am Famous вышел 17 июля 2020 года и был поддержан синглами «Yes!», «What It Is» и «Bouncin '». 28 января 2022 года Кайл выпустил альбом It's Not So Bad, свой пятый проект и первый в качестве нового независимого исполнителя. 

## Дискография
Студийные альбомы
- Light of Mine (2018)
- See You When I Am Famous (2020)
- It’s Not So Bad (2022)

## Фильмография
| Год  | Название       | Роль         | Примечания   |
| ---- | -------------- | ------------ | ------------ |
| 2018 | After Party    | Оуэн Эллисон | Главная роль |
| 2021 | «По наклонной» | Рой          |              |